# Михаило Солунски
Михаило Солунски је био византијски беседник из 12. века. Његове беседе значајан су извор за историју Срба средином 12. века.

## Биографија
Савремени извори не пружају много података о Михаилу Солунском. Он је, међутим, био један од најистакнутијих византијских беседника у 12. веку. Носио је звучну функцију мајстора реторике која је била везана за положај професора на Високој патријаршијској школи у цариградској цркви Свете Софије. Михаило је истовремено био и професор евангелистике у истој школи, а носио је и титулу протекдика. У источној цркви екдици су били правни саветници епископа и имали су задатак да спречавају мешање државе у унутрашње ствари цркве. Сем тога, они су пресуђивали о мањим дисциплинским прекршајима. Екдици су постојали у свакој епископији, а на њиховом челу налазио се протекдикос. 
Каријера Михаила Солунског прекида се 1156. године када је оптужен као присталица јереси Сотирија Пантевгена. На сабору одржаном 26. јануара 1156. године изабрани антиохијски патријарх Сотирије Пантевген осуђен је због јеретичког тумачења евхаристичне литургије. Међу његовим следбеницима налазио се и Михаило Солунски. Између 1149. и 1156. године Михаило је саставио четири говора посвећена Манојлу Комнину (1143-1180) у којима велича цареве ратне победе на свим границама царства, како на истоку против Селџука, тако и на западу против Нормана, Угара и Срба. Ове беседе представљају драгоцене изворе за византијско-српске односе средином 12. века. У много чему допуњују податке које нам о томе дају Јован Кинам и Никита Хонијат, основни извори за овај период византијске историје. Беседе су сачуване у грчком кодексу бр. 4 из Ескоријала. Од њих је Регел издао три, док је четврту беседу из непознатих разлога изоставио у својој публикацији. 
Срби се помињу током Византијско-српског рата (1149-1151). 